# Teariki Mateariki
Teariki Mateariki (ur. 12 maja 1984 na Wyspach Cooka) – piłkarz z Wysp Cooka grający na pozycji pomocnika w tamtejszym Nikao Rarotonga.
W Nikao Rarotonga gra od 2003 roku. Z tym klubem został 6 razy mistrzem kraju i 3 razy puchar kraju. Jest wychowankiem tego klubu.
W reprezentacji Wysp Cooka zadebiutował w 2004 roku. W 2007 roku odnotował pierwsze trafienie w reprezentacji Wysp Cooka. W tym samym roku zdobył jeszcze drugą bramkę.